# Толбинка
Толбинка — река в Смоленской области России, протекает по территории Вяземского района. Устье реки находится в 1,6 км по левому берегу реки Лосьминки. Длина реки составляет 12 км. Вдоль течения реки расположены село Исаково, деревни Лукино, Пушкино и Клин.

## Данные водного реестра
По данным государственного водного реестра России относится к Окскому бассейновому округу, водохозяйственный участок реки — Угра от истока и до устья, речной подбассейн реки — Бассейны притоков Оки до впадения Мокши. Речной бассейн реки — Ока.
Код объекта в государственном водном реестре — 09010100412110000020897.